# 小弓城
小弓城（おゆみじょう）は、千葉県千葉市中央区南生実町にあった日本の城。南生実城、南小弓城（みなみおゆみじょう）とも呼ばれる。

## 歴史
戦国時代、小弓（生実）地域には2つの城が存在し、これまで南生実の本項の城のほうが、北生実の城より古いと考えられてきた。1509年（永正6年）7月、連歌師の柴屋軒宗長は、城主・原胤隆に招かれ、小弓館で猿楽や連歌に興じたことを旅日記『東路のつと』に記しているが、この館も南生実にあったとされてきた。
また、1517年（永正14年）10月15日、足利義明が原氏（原胤清）を追って城を奪い、「小弓御所」（小弓公方）と名乗り、里見氏の支援を受けて後北条氏方の千葉氏・原氏と争った。その後、1538年（天文7年）の第一次国府台合戦で義明が敗死すると、城を奪還した原氏は城の北側に新城を造り、表記を「生実城」と改名したと考えられていた。
しかし、近年の発掘調査で新城とされた城も室町時代にはすでに存在していたことが確実となり、実態としては2つの城を併せて「小弓城」、または「生実城」と書き表していた可能性も出てきた。
小弓城（南生実城）を小弓御所と比定した『稿本千葉県誌』（1919年）や大野太平『房総里見氏の研究』（1933年）には明確な典拠が記載されていないこと、『東路のつと』には小弓館が本行寺の近くにあると記されているが古くから存在する道（現在の千葉県道66号浜野四街道長沼線）で直接つながっているのは生実城（北生実城）であることを理由に、原氏の小弓館－小弓公方の小弓御所は生実城（北生実城）の方で、むしろ小弓城（南生実城）の方が戦国期に築かれた新城であったとする新説も出されている。
千葉市教育委員会が城跡に設置しなおした新しい案内板によると、主郭の周りに存在していた土塁や堀の形態、馬出状曲輪の配置などから考えると、当城は16世紀半ば以降に築かれた可能性があるという。
なお、近年は城名について、便宜上、旧城とされてきた本項の城を「南生実城」、新城とされてきた生実藩陣屋跡の城を「北生実城」と呼んで区別されることがある。また、千葉市教育委員会の案内板は、改装にあたって城名を「小弓城」から「南小弓城」に変更した。

## 構造
大百池公園の西側に位置する標高20-25メートルの台地上にあり、古城、東堀、城出下などの字名が城内外に残されている。主郭は、南西部の字古城の場所で、千葉市が立てた案内板がある。
城域の南端には八剣神社が存在しており、周辺に小規模な空堀が残っている。

## 画像

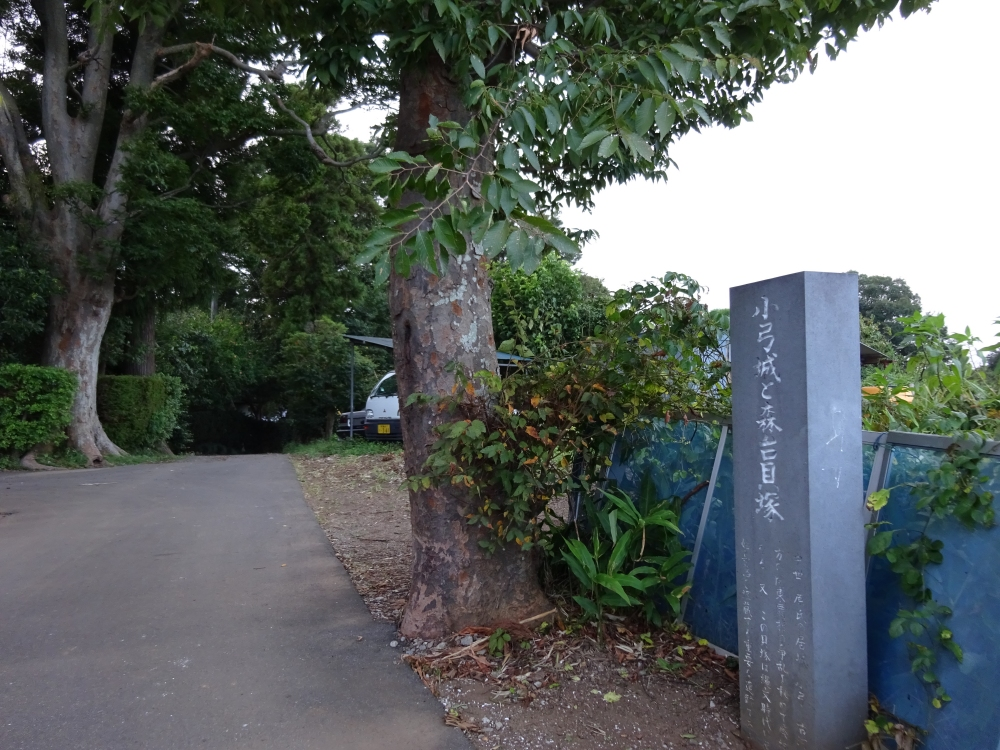
小弓城と森山貝塚の碑
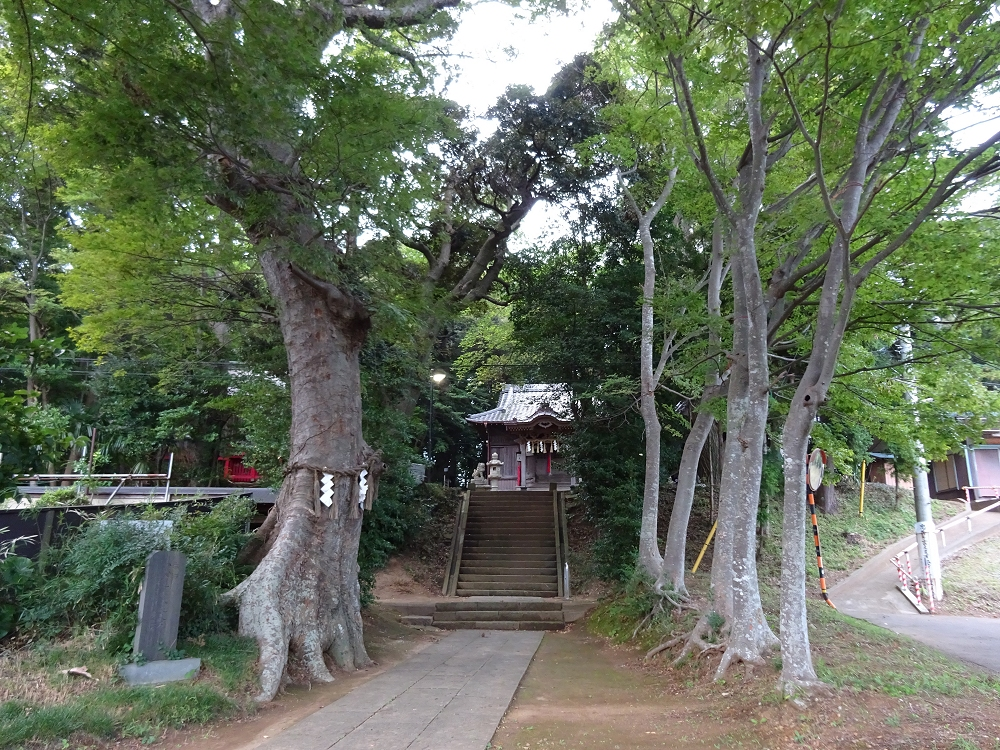
八劔神社

## アクセス
- 京葉道路蘇我インターチェンジより車で5分。
- 京成千原線学園前駅より徒歩約15分。
- 京成千原線おゆみ野駅より徒歩約20分。